# Luzoû
Le Luzoû est un affluent droit de l'Adour, à Bégaar dans le département français des Landes, en aval de la Midouze.

## Étymologie
Luzoû vient d'un dérivé Luzon du thème toponymique Luz (cf. Louts).

## Géographie
De 28 km de longueur, le Luzoû draine les environs de Laluque et de Boos à l'ouest de Tartas, puis s'écoule vers l'est jusqu'à Bégaar où il vire au sud-ouest pour rejoindre un méandre de l'Adour.

### Communes traversées
Dans le seul département des Landes, le Luzou traverse les six communes suivantes, de l'amont vers l'aval, de Rion-des-Landes, Boos, Laluque, Lesgor, Bégaar, Pontonx-sur-l'Adour (confluence).

## Principaux affluents
Le Luzou a seize tronçons affluents référencés dont deux de rang de Strahler trois et deux de rang de strahler deux. 
Le rang de Strahler est donc de quatre.